# Germaine Wilmes

## Germaine Wilmes
Germaine Catherine Marguerite Reuter-Wilmes (Luxemburg-Stad, 31 juli 1937 – Bonnevoie, 11 april 2014) was een Luxemburgs onderwijzer, kunstschilder en graficus.

## Leven en werk
Germaine Wilmes was een dochter van bedrijfscontroleur Jean Wilmes en Margareta Johanna Heintz. Ze werd opgeleid tot onderwijzeres. Ze trouwde in 1959 met Fernand Reuter (1936-1998), die eveneens onderwijzer was en daarnaast auteur.
Wilmes bezocht de zomeracademie in Luxemburg, maar was als kunstenaar grotendeels autodidact. Ze schilderde landschappen, bloemen en thema's uit haar eigen verbeelding. Ze sloot zich in 1963 aan bij de kunstenaarsvereniging Cercle Artistique de Luxembourg (CAL), later bij de Art Contemporain du Grand-Duché de Luxembourg en de Académie Européenne des Arts, waarmee ze deelnam aan diverse tentoonstellingen. In 1975 had ze haar eerste solo-expositie bij Galerie Bradtké in Luxemburg. Naast schilderijen ging ze zich ook toeleggen op grafiek. Ze exposeerde haar grafisch werk onder meer in 1996 met andere grafici van de CAL, onder wie Roger Bertemes, Carine Kraus en Annette Weiwers-Probst, en nam in 2000 deel aan de Biennale de la Gravure.
Germaine Wilmes overleed op 76-jarige leeftijd.

## Onderscheidingen
- 1984 Prix de France
- 1989 Prix d'encouragement, Arts et Loisirs

- Musée national d'archéologie, d'histoire et d'art: lkl001134